# Saint-Deniscourt
Saint-Deniscourt – miejscowość i gmina we Francji, w regionie Hauts-de-France, w departamencie Oise.
Według danych na rok 1990 gminę zamieszkiwało 46 osób, a gęstość zaludnienia wynosiła 10 osób/km² (wśród 2293 gmin Pikardii Saint-Deniscourt plasuje się na 951. miejscu pod względem liczby ludności, natomiast pod względem powierzchni na miejscu 913.).